# Тюремна приманка
«Тюремна приманка» (англ. Jail Bait) — короткометражна комедія Чарльза Лемонта 1937 року з Бастером Кітоном в головній ролі.

## Сюжет
Після викрадення і вбивства, репортер каже, що він знає особу вбивці і просить свого сусіда по кімнаті, зізнатися у скоєнні злочину, для того, щоб отримати нагороду за нього. Хлопець неохоче, але погоджується з умовою, що його половина нагороди буде достатньо великою, щоб купити обручку для дівчини.

## У ролях
- Бастер Кітон
- Гарольд Гудвін
- Бад Джеймісон
- Меттью Бетц
- Бетті Андре